# Настаська Чарг

Настасія, також Настя Чагрівна  (? — бл. 1171) — коханка і позашлюбна дружина галицького князя Ярослава Осмомисла. Представниця половецького роду Чагр (Чагр або Чагровичів). Мати Ярославового сина — Олега, галицького князя. Перебувала у конфліктах із законною дружиною князя Ольгою Юріївною, донькою Юрія Довгорукого. Загинула від рук опозиційних бояр, які підняли повстання, винищили рід Чагрів, а саму Настасю спалили живцем як відьму.